# اوسوالد زاپلی
اوسوالد زاپلی (انگلیسی: Oswald Zappelli; ۲۷ اکتبر ۱۹۱۳ – ۳ آوریل ۱۹۶۸) ورزشکار شمشیربازی اهل سوئیس بود.
وی در مسابقات کشوری و بین‌المللی در مجموع برندهٔ ۱ مدال نقره، ۲ مدال برنز شده‌است.